# Château de la Grève
Le château de la Grève ou château de Saint-Martin-des-Noyers est un monument situé dans le département de la Vendée, en région Pays-de-la-Loire, à côté de la forêt domaniale du Détroit au centre du département, entre les communes de La Ferrière et de Saint-Martin-des-Noyers.
Le château fait l’objet d’une inscription au titre des monuments historiques depuis le 8 octobre 1984. Il s'agit d'un des rares châteaux forts encore debout en Vendée.

## Toponyme
L’étymologie du toponyme remonterait à un terme gaulois (graua) faisant référence à un « rivage sablonneux ».
La Grève est une ancienne municipalité française. Issue de la transformation de la paroisse Sainte-Agathe-de-la-Grève, elle est absorbée en 1791 par Saint-Martin-des-Noyers. Le village de la Grève est connu au XIVe siècle en tant que de Gravia, puis la Griève au XVIIe siècle et enfin la Grava et la Grève le siècle suivant. La paroisse est désignée sous le nom de Sainte-Agathe-de-la-Grève avant la Révolution.

## Historique
Édifié aux environs de puissantes forteresses  (Les Essarts, Bournezeau et La Chaize-le-Vicomte), la Grève est mentionnée dans les écrits dès la fin du XIe siècle, époque à laquelle Agnès de Rocheservière (1080) dame de Rocheservière et de La Grève épouse Sébrand Ier Chabot (1075–1152), seigneur de Sainte-Hermine, de Mervent et de Vouvant. Entre les XIIIe et XVIe siècles, la Grève est un site fortifié important. Le château reste plus de trois siècles dans la même famille : Famille de Chabot.
Pendant la Guerre de Cent Ans, Thibault X de Chabot, seigneur de la Grève et fidèle de Charles VII, est tué à la Bataille de Patay le 18 février 1429. Le château de la Grève fut l’une des vingt baronnies qui relevaient à foi et à hommage du duché de Thouars. La Grève avait un droit de Haute justice au Moyen Âge.
En 1446, la Grève passe dans la famille Chastillon qui adoptera le Protestantisme au milieu du XVIe siècle. Le château est alors modernisé et le site agrandi. Pendant les Guerres de Religion, il passe sans cesse des mains des catholiques à celles des protestants. C’est aussi à cette période que son système défensif va se moderniser. En 1589, les troupes catholiques du duc de Mercoeur prennent possession du château, puis en 1591 lors d’une période de sécheresse, les protestants menés par Eschallard de la Boulaye s’en emparent profitant des douves asséchées.
En 1599, Gilles Chastillon vend le château de la Grève à Pierre Durcot (seigneur de la Roussière) qui l’aménage pour en faire un château confortable. La propriété perd ensuite son rôle de résidence seigneuriale et se transforme progressivement en exploitation agricole. En 1802, le château de la Grève est racheté par les Batiot (Bastiot). N’étant plus habité et se détériorant peu à peu, il bénéficie de quelques travaux menés dans les années 1970 par Florence Tarneaud (descendante de la famille Batiot). L’étang est restauré, tel qu’il était décrit sur les documents du XVIIe siècle. En 1984, le château est protégé au titre des Monuments historiques. En 1997, le château est ouvert à la visite avec la création de l'Association des Amis du Château de la Grève. En 2000, les propriétaires reçoivent un prix régional de l’association les V.M.F (Vieilles Maisons Françaises) pour leurs travaux. En 2016, le château de la Grève accueille plus de 7000 visiteurs : ouvert tout l’été, le château, témoin de l’histoire médiévale, religieuse et militaire de la région, devient alors un lieu incontournable à visiter en Vendée et l'un des rares Châteaux forts encore debout, pas intact, visitable sur le département et tout proche de la ville de La Roche-sur-Yon.
La propriété change de main en 2020. "Le nouveau propriétaire, Boris Racaud, souhaite restaurer le site progressivement, comme il l’a déjà fait avec le manoir de la Tuderrière à Apremont. L'objectif est d’en améliorer l’état, sauver le château de la Grève, entretenir les communs et faire vivre le site et la grande salle de réception".

## Architecture

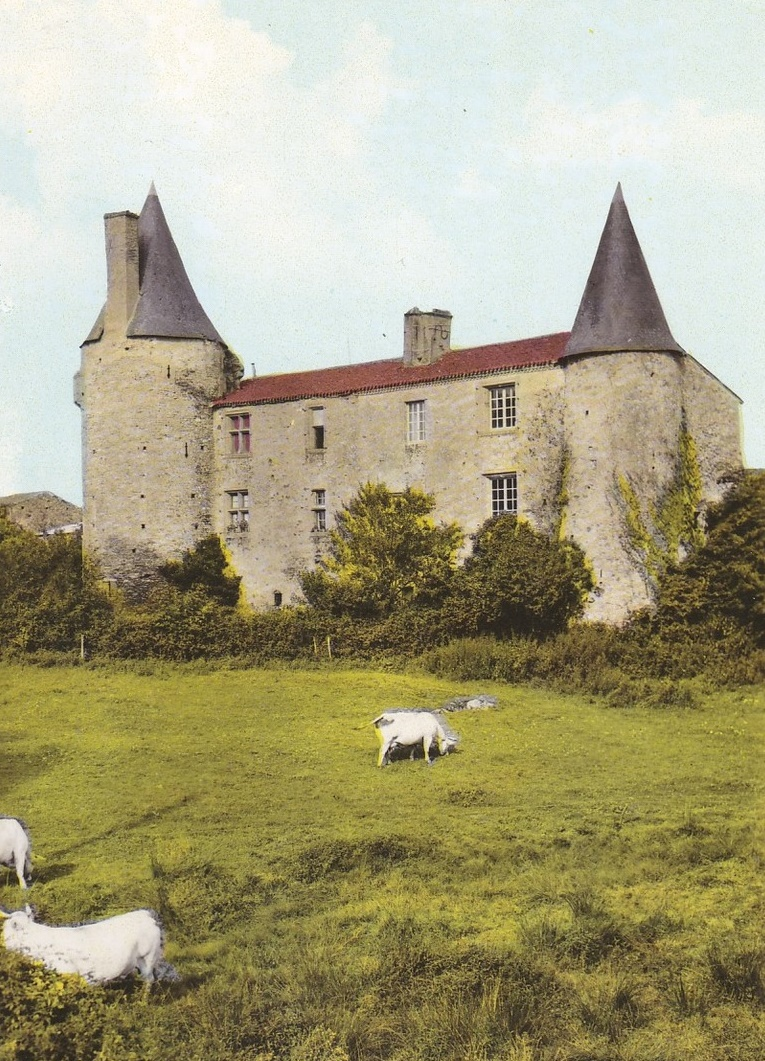
Photo ancienne château de la Grève

Cité au XIIe siècle, le château de la Grève est largement fortifié pendant la Guerre de Cent Ans au cours du XIVe siècle. De nombreux vestiges témoignent encore de cette époque et de son rôle de place forte.
Dans la Haute Cour, le corps de logis a fière allure avec ses 2 tours. Une troisième tour est partiellement existante, celle de la tour d’escalier à 5 pans desservant les pièces du château. (Cette troisième tour est en partie arasée). La haute-cour est entourée d’un étang et de douves, d’un second logis et une grange pourvue autrefois de tours dont il reste quelques traces.
L’intérieur du château conserve de nombreux éléments d’architecture médiévale avec des fenêtres à croisée (fenêtres à meneaux) équipées de Coussièges, un potager, des éviers, d’imposantes cheminées médiévales (cheminées sur pieds-droits sculptés, avec linteaux et corniches trapézoïdales, dont la plupart sont dotées d’une hotte avec un arc décharge mouluré et des angles fendus), la tour de latrines avec ses différents accès et son évacuation dans les douves, une exceptionnelle cave voûtée, présente sur la totalité du corps de logis, divisée en 3 pièces et une 4e pièce en sous-sol qui donne accès aux basses meurtrières et canonnières de la plus grosse des tours défensives. L’accès en partie basse de la tour nord est condamnée (cette tour plus petite est aussi pourvue de nombreuses meurtrières). La tourelle d’escalier à vis donne accès à la cave et aux étages. 11 cheminées de la fin du XIVe siècle sont toujours en place dans le château, avec au 1er étage : 5 pièces et  5 cheminées, au 2e étage : 5 pièces et 5 cheminées, de nombreuses portes en accolade typiques de la période de construction et de restauration du corps de logis aux XIVe et XVe siècles. Un 3e étage a été conservé au niveau de la tour sud avec une autre cheminée, l’accès aux meurtrières et aux bretèches, ainsi que plusieurs portes murées.
Extérieurement, les tours de défense sont rondes et la tour d’escalier est de forme hexagonale. La petite tour nord est très sobre (elle était pourvue autrefois d’archères transformées en bouches à feu), alors que la tour sud est surprenante : elle est plus imposante, ronde à l’extérieur et de forme hexagonale intérieurement avec une charpente médiévale remarquable et plusieurs cheminées de la même époque. Les tours sont équipées de nombreuses meurtrières, arbalétrières, couleuvrinières, bretèches, bouches à feu (installées pendant les guerres de Religion). Il existe toujours les douves, un pont en pierre (vestige du 2e pont-levis) et les traces d’autres tours ruinées.
Plusieurs ruisseaux convergent au pied des anciens remparts pour former un étang qui alimente les douves, qui autrefois défendaient les lieux.
La basse-cour  est également entourée de douves, un bâtiment à l’entrée, un autre pont en pierre, deux tours ruinées (avec traces d’arrachement) et un départ de porche partiellement existant (ancien châtelet d’entrée), ainsi qu’une imposante grange de facture plus récente, non référencée sur le cadastre napoléonien. Un rempart en pierre d’une longueur de 180 mètres est présent sur la partie sud-est de l’étang.

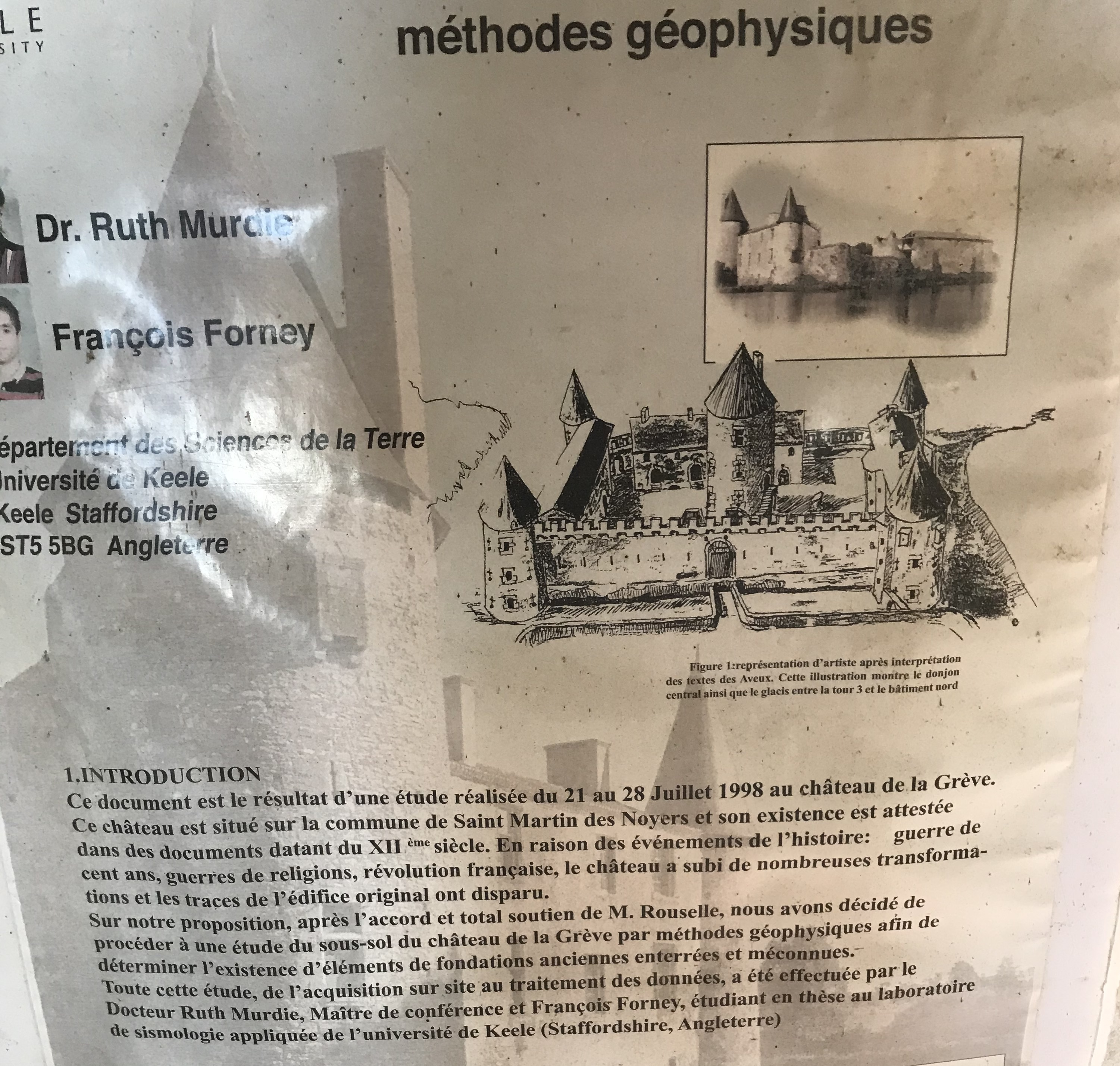
Étude du sol - château de la Grève

Dans un premier Aveu de l’an 1631 et un second Aveu du 18 novembre 1700, le château est décrit comme tel : « La Baronnie de la Grève avec toutes ses appartenances et dépendances du château bâti en forteresse, terrasse, glacis, donjon entouré de murs faits en créneaux, mâchicoulis avec 4 tours pour la défense de celui-ci, deux autres tours pour la défense du corps de garde et l’entrée dudit château avec pont levis et le corps du château en la seconde cour composée de plusieurs salles souterraines, salles, cuisines, offices, chambre, antichambre et cabinets situés entre trois tours le tout cerné d’eau, entouré de l’étang et de profondes et larges fosses... »
La physionomie du château de la Grève a sensiblement évolué au fil des siècles. Les tours et d’autres vestiges sont encore visibles mais les murailles en créneaux et les traces du donjon évoqué ci-dessus ont disparu (il reste quelques traces de murailles en parties arasées). Toutefois, de nombreux éléments sont encore présents et permettent de comprendre la chronologie de la construction du château :
- XIIe – XIIIe siècles : construction du château primitif (un donjon entouré de douves et pont-levis).
- XIVe – XVe siècles : construction (ou agrandissement) du corps de logis au XIVe siècle (château actuel) entouré de 4 tours + 2 tours au niveau de l’entrée (châtelet).
- XVIe – XVIIe siècles : modernisation du château, des moyens de défense et des communs.
- XVIIIe – XIXe siècles : transformation du site en exploitation agricole : démantèlement du donjon et du châtelet, arasement du 3e étage du logis, destruction du porche voûté et de certaines tours et construction d’une grange.

## Sources

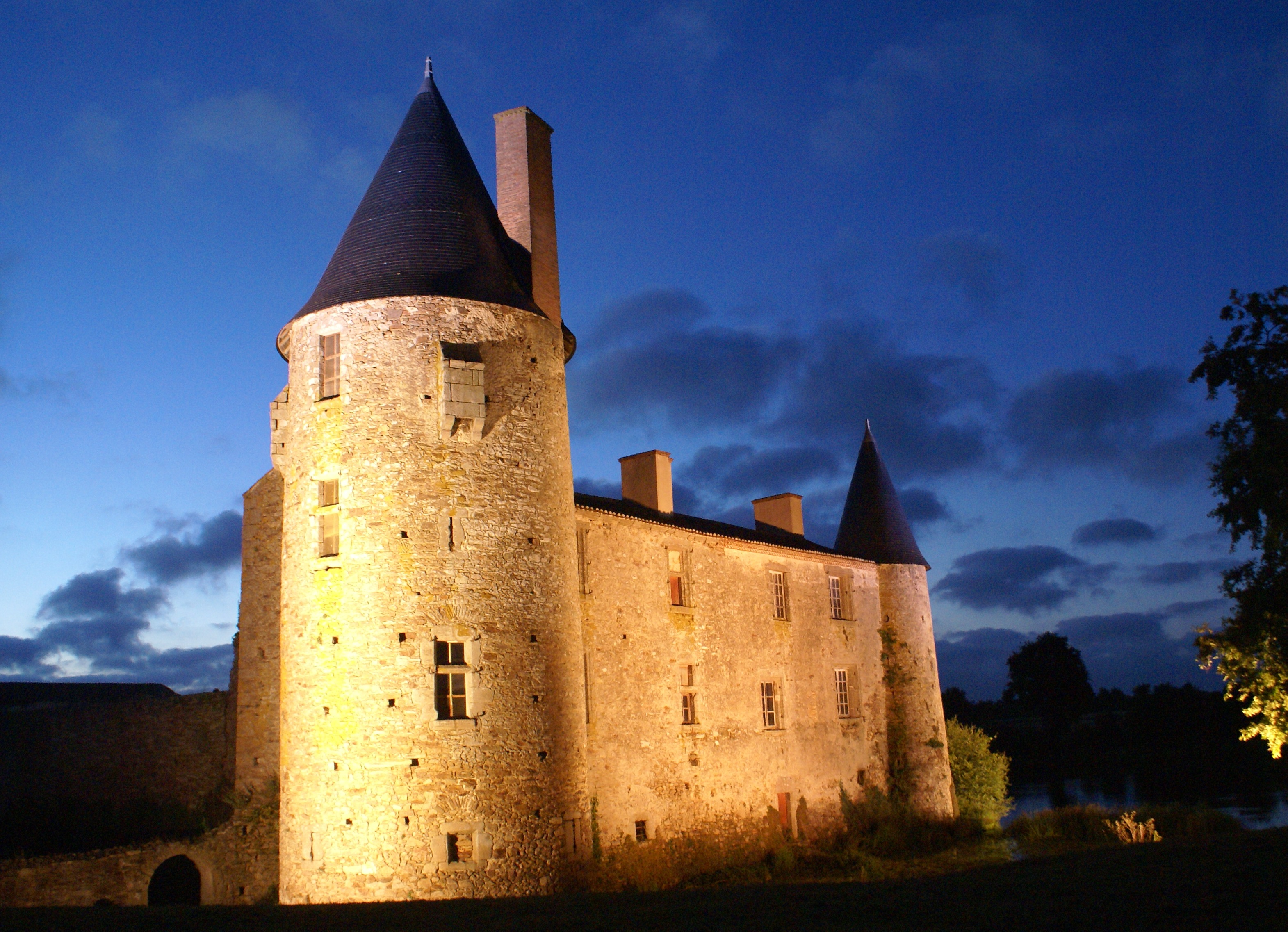

1. Archives départementales de la Vendée (La Roche sur Yon)
2. U.D.A.P de la Vendée (Unité Départementale de l'Architecture et du Patrimoine)
3. D.R.A.C des Pays de la Loire (Direction Régionale des Affaires Culturelle) – Ministère de la Culture
4. Étude du sous-sol du Château de la Grève  par méthode géophysique - Université de Keele - 1998
5. De château en logis  –  Guy de Raigniac – édition De Bonnefonds – 2000
6. « Les cheminées murales à hottes jusqu’au XVème siècles » (Médiathèque de l’architecture et du patrimoine - Centre de recherches sur les monuments historiques. © Éditions du patrimoine, Centre des monuments nationaux, Paris, 2007
7. Châteaux forts de Vendée – Gilles Bresson – Editions D’Orbestier - 2013
8. Mairie de Saint-Martin-des-Noyers - 2020